# Пфердінгслебен
Пфердінгслебен (нім. Pferdingsleben) — громада в Німеччині, розташована в землі Тюрингія. Входить до складу району Гота. Складова частина об'єднання громад Нессеауе.
Площа — 6,61 км2. Населення становить 375 ос. (станом на 31 грудня 2021).